# العلاقات الاقتصادية اليابانية
تعتبر اليابان في علاقاتها الاقتصادية دولة تجارية رئيسية وواحدة من أكبر المستثمرين الدوليين في العالم. وتعد التجارة الدولية شريان الحياة للاقتصاد الياباني. بلغ إجمالي الواردات والصادرات ما يقرب من 1.309.2 تريليون دولار أمريكي في عام 2017 مما يعني أنَّ اليابان كانت رابع أكبر دولة تجارية في العالم بعد الصين والولايات المتحدة وألمانيا. مثّلت التجارة ذات يوم الشكل الأساسي للعلاقات الاقتصادية الدولية لليابان، ولكن أضافت استثماراتها الأجنبية المتزايدة في الثمانينيات بُعدًا جديدًا كبير الأهمية، ووسعت آفاق الشركات اليابانية وأعطت اليابان مكانة عالمية جديدة.

## تنمية ما بعد الحرب
تأثرت العلاقات الاقتصادية الدولية لليابان في العقود الثلاثة الأولى بعد الحرب العالمية الثانية إلى حد كبير بعاملين: النقص النسبي في المواد الخام المحلية والتصميم على اللحاق بالدول الصناعية في الغرب. إذ تتكون صادرات اليابان حصرًا من السلع المصنعة وتمثل المواد الخام نسبة كبيرة من وارداتها. كان شعور الدولة بالضعف كبيرًا أيضًا بسبب افتقارها إلى المواد الخام. شجع تصميم اليابان على اللحاق بالغرب على الابتعاد عن الصادرات البسيطة نحو منتجات التصدير الأكثر تعقيدًا (من المنسوجات في الخمسينيات إلى السيارات والإلكترونيات الاستهلاكية في الثمانينيات) واتباع سياسات الحماية للحد من المنافسة الأجنبية على الصناعات المحلية.
كان الاقتصاد الياباني في حالة من الفوضى بعد نهاية الحرب العالمية الثانية، حيث تدهور الإنتاج في عام 1945 ليمثل نسبة 10% مقارنة بمستواه قبل الحرب. توقفت علاقاتها الاقتصادية الدولية بشكل شبه كامل. اقتصرت الواردات في البداية على المواد الغذائية الأساسية والمواد الخام والتي مُوّلت في الغالب بمساعدة اقتصادية من الولايات المتحدة الأمريكية. ولم تبدأ الصادرات في التعافي حتى الحرب الكورية (1950– 1953) بسبب النقص المحلي الشديد، إذ خلقت المشتريات من قبل القوات المسلحة الأمريكية ظروف ازدهار في الصناعات المحلية. اكتمل الانتعاش الاقتصادي وإعادة التأهيل بشكل أساسي بحلول عام 1954. ومع ذلك واجهت اليابان خلال الخمسينات صعوبة في التصدير بقدر استيرادها مما أدى إلى عجز مزمن في التجارة والحساب الجاري. شكّل إبقاء هذا العجز تحت السيطرة مصدر قلق رئيسي للمسؤولين الحكوميين حتى لا تضطر اليابان إلى تخفيض قيمة عملتها في ظل نظام بريتون وودز لأسعار الصرف الثابتة الذي كان سائدًا في ذلك الوقت. أُقرَّت تعريفات صارمة على الواردات كجزء من الاستجابة السياسية. شكلت اليابان 3.6% من جميع صادرات الدول غير الشيوعية بحلول عام 1960.

### فترة الستينات من القرن السابق
نمت قيمة الصادرات مقدرة الدولار الأمريكي خلال الستينيات بمتوسط معدل سنوي قدره 16.9%، أي أسرع بنسبة 75% من متوسط معدل جميع البلدان غير الشيوعية. وارتفعت الصادرات بحلول عام 1970 إلى ما يقرب من 6.9% مقارنة بجميع الصادرات غير الشيوعية في العالم. جعل نمو الإنتاجية السريع في الصناعات التحويلية المنتجات اليابانية أكثر قدرة على المنافسة في الأسواق العالمية بسعر الصرف الثابت للين خلال ذلك العقد، واختفى العجز المزمن الذي واجهته اليابان في الخمسينات بحلول منتصف السبعينيات. تصاعد الضغط الدولي لتفكيك الحواجز والتعريفات الجمركية وبدأت اليابان تحركها في هذا الاتجاه.

### فترة السبعينيات من القرن السابق
بدأت فترة السبعينيات مع نهاية سعر الصرف الثابت للين (وهو تغير حدث بشكل رئيسي بسبب الارتفاع السريع في التجارة اليابانية وفائض الحساب الجاري) وبارتفاع قوي في قيمة الين في ظل النظام الجديد لأسعار الصرف العائمة. نما الشعور بالاعتماد على المواد الخام المستوردة بقوة عندما ارتفعت أسعار النفط الخام والمواد الأخرى خلال أزمة النفط عام 1973 وعدم توفر العرض. واجهت اليابان فواتير عالية بشكل كبير لواردات الطاقة والمواد الخام الأخرى. أدت أسعار الصرف الجديدة وارتفاع أسعار المواد الخام إلى فقدان الفائض في بداية العقد، وتلا ذلك عجز تجاري كبير في أعقاب الصدمة الثانية لأسعار النفط في عام 1979. بقي توسيع صادرات البلاد أولوية في مواجهة هذه الصدمات من المواد الخام، واستمرت الصادرات في التوسع خلال العقد بمتوسط سنوي مرتفع بلغ 21%.

### فترة الثمانينيات من القرن السابق
انخفضت أسعار المواد الخام وقلَّ الشعور بالضعف خلال الثمانينيات. وجلبَ هذا العقد أيضًا فائضًا تجاريًا سريعًا، حتى تمكنت اليابان من التصدير أكثر مما هو مطلوب لموازنة وارداتها. وارتفعت قيمة الين مقابل قيمة العملات الأخرى في النصف الأخير من العقد تبعًا لذلك الفائض. وبدأت تتلاشى المقاومة للواردات المصنعة مع هذه التطورات التي كانت تعتبر كماليات في الغياب النسبي للمواد الخام. وهي الآن دولة صناعية متقدمة واجهت تغييرات جديدة في اقتصادها على كل من الساحتين المحلية والدولية، بما في ذلك طلبات توفير المزيد من المساعدة الأجنبية وفتح أسواقها للواردات. أصبحت اليابان رائدة في النظام الاقتصادي الدولي من خلال نجاحها في بعض أسواق التصدير وتقنياتها الرائدة ونموها كمستثمر رئيسي في جميع أنحاء العالم. كانت هذه تغييرات تاريخية بالنسبة لليابان بعد قرن مثلت فكرة اللحاق بالغرب الدافع الوطني الرئيسي خلاله. غذّت هذه التغييرات الدرامية أيضًا التطورات المحلية التي كانت تقلل من عزلة المجتمع. أدى الفائض الكبير بالإضافة إلى الاعتقاد الأجنبي بأن أسواق الاستيراد اليابانية لا تزال مغلقة نسبيًا إلى تفاقم التوتر بين اليابان وعدد من شركائها التجاريين الرئيسيين وخاصة الولايات المتحدة الأمريكية. خففت الزيادة السريعة في واردات السلع المصنعة بعد عام 1987 بعضًا من هذه التوترات، ولكن استمر الخلاف مع انتهاء العقد.
استمرت التطورات التي أصبحت اليابان من خلالها عضوًا رئيسيًا في المجتمع الاقتصادي الدولي في التسعينات. واستمرت الإنتاجية في النمو بوتيرة جيدة وبقيت القيادة الدولية لليابان بلا رقيب في عدد من الصناعات، واستمر توسع الاستثمارات في الخارج. من المرجح أن الضغوط أدت إلى مزيد من الانفتاح على الواردات وزيادة المساعدة للدول الأجنبية والمشاركة في إدارة المؤسسات الدولية الرئيسية مثل صندوق النقد الدولي.

## الاستثمار الأجنبي
لم يكن الاستثمار الأجنبي جزءًا مهمًا من العلاقات الاقتصادية الخارجية لليابان خلال معظم فترة ما بعد الحرب. ضبطت الحكومة الاستثمارات المحلية والأجنبية بعناية، مما جعل تدفق الاستثمار صغيرًا. كان الدافع وراء هذه الضوابط هو الرغبة في منع الأجانب (الأمريكيين بشكل خاص) من التحكم بالاقتصاد عندما كانت اليابان في وضع ضعيف بعد الحرب العالمية الثانية وبسبب بعض المخاوف بشأن عجز ميزان المدفوعات. خُففت هذه الضوابط ابتداءً من أواخر الستينيات تدريجيًا وتسارعت عملية إلغاءها إذ استمرت طوال فترة الثمانينيات. وكانت النتيجة زيادة كبيرة في تحركات رأس المال مع حدوث تغيير في التدفقات الخارجية واستثمارات من قبل اليابانيين في بلدان أخرى. أصبحت اليابان مستثمرًا دوليًا رئيسيًا بحلول نهاية الثمانينيات. ولأن اليابان كانت الوافد الجديد على عالم الاستثمار الخارجي فقد أدى هذا التطور إلى نشوء أشكال جديدة من التوتر مع الدول الأخرى بما في ذلك انتقاد عمليات الشراء اليابانية البارزة في الولايات المتحدة الأمريكية وأماكن أخرى.

## العلاقات حسب المنطقة

### آسيا
نمت الدول الحديثة في آسيا بسرعة كبيرة كموردين ومشترين من اليابان. مثّلت هذه المصادر في عام 1990 (بما في ذلك كوريا الجنوبية وتايوان وهونغ كونغ وسنغافورة وإندونيسيا ودول أخرى في جنوب شرق آسيا) 28.8% من صادرات اليابان، وهي نسبة أقل بكثير من نسبة 34% لعام 1960 لكنها كانت ثابتة تقريبًا منذ عام 1970. وقدمت البلدان الآسيوية النامية 23% من واردات اليابان في عام 1990، وهي نسبة ارتفعت ببطء بداية من 16% في عام 1970. حققت اليابان فائضًا مع آسيا غير الشيوعية وارتفع هذا الفائض بسرعة في الثمانينيات. إذ حققت اليابان فائضًا بنحو 3 مليارات دولار أمريكي مع هذه البلدان في عام 1985 وأكثر من 228 مليار دولار أمريكي في عام 1990 مقارنة بعجز طفيف في عام 1980 قدره 841 مليون دولار أمريكي (سببه ارتفاع قيمة واردات النفط من إندونيسيا للذروة). يرجع هذا التحول إلى انخفاض أسعار النفط والمواد الخام الأخرى التي استوردتها اليابان من المنطقة والنمو السريع في الصادرات اليابانية حيث استمر النمو الاقتصادي بمعدل مرتفع.
استمرت إندونيسيا وماليزيا في تحقيق فائض تجاري بسبب صادراتهما من المواد الخام الثقيلة إلى اليابان. ومع ذلك تسبب انخفاض أسعار النفط في انخفاض التجارة بين اليابان وإندونيسيا بكلا الاتجاهين في الثمانينيات. وانخفضت كذلك التجارة مع الفلبين بسبب الاضطراب السياسي والانكماش الاقتصادي هناك في الثمانينيات.